# Història oral

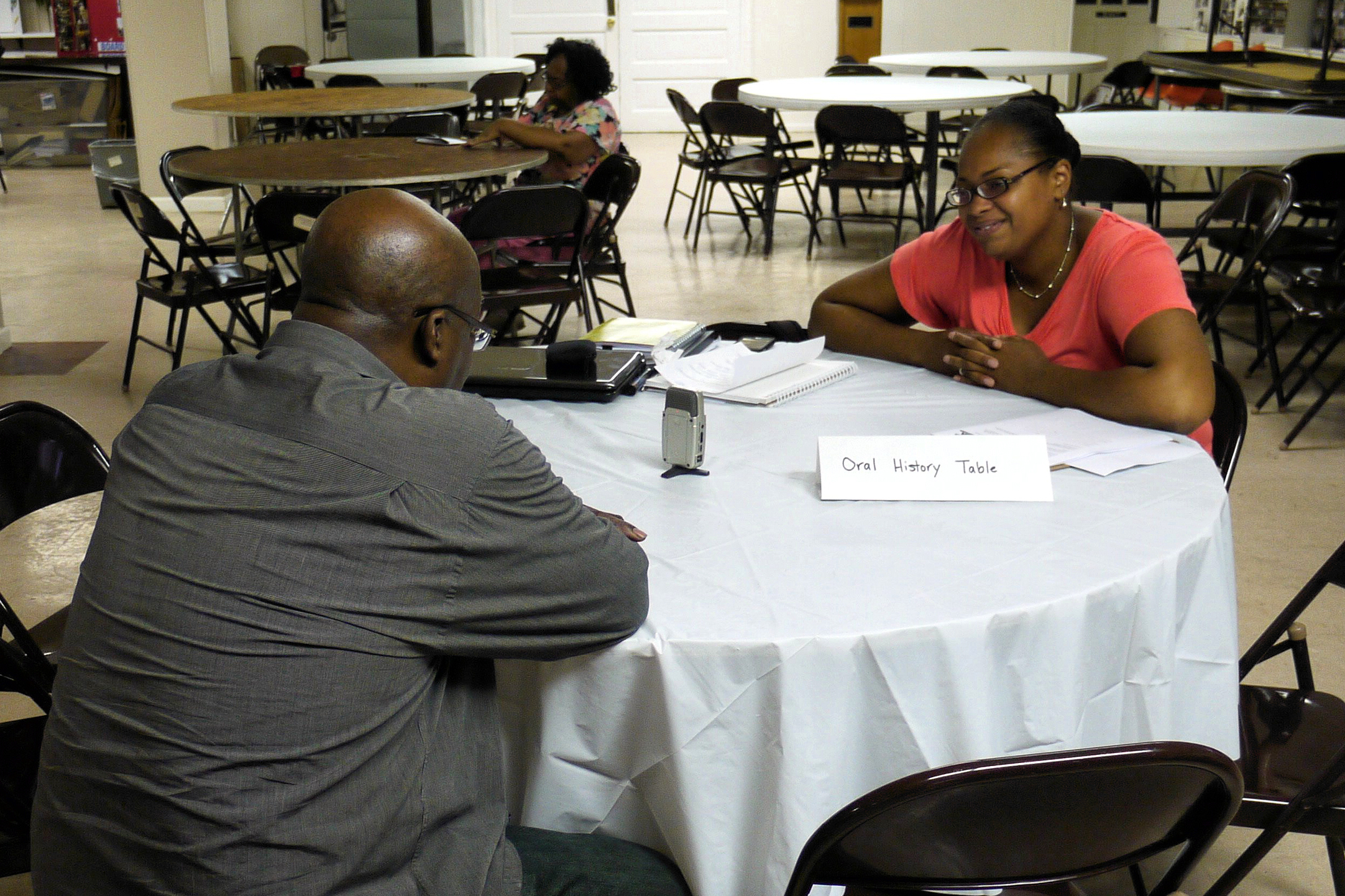
Exemple de recerca d'història oral a Baltimore.

El testimoni oral és l'especialitat dins la ciència històrica que utilitza com a font principal per a la reconstrucció del passat els testimonis orals. També es pot entendre com a sinònim de la tradició oral, és a dir, del registre del passat confiat a la memòria i la transmissió oral entre les generacions, com són els mites i llegendes. Això no obstant, s'han de separar ambdós conceptes, ja que el primer es reconstrueix amb testimonis de primera mà de testimonis presencials, per tant es restringeix a la història contemporània, i el segon fa referència a períodes antics dels quals no queden, lògicament, testimonis vius.

## Historiografia i fonts orals
Les fonts orals sempre han estat preses amb prevenció pels historiadors, i sotmeses a crítica documental encara que des del principi de la història s'han utilitzat com a ciència.
Abans del desenvolupament de l'escriptura, la tradició oral, els mites, els rituals, els costums i la cultura material eren els únics mitjans per a la transmissió d'informació d'una generació a una altra.
Malgrat que el sorgiment de la història a Grècia (Heròdot, Tucídides) feia servir fonamentalment testimonis orals i ho seguí fent durant l'època romana (Estrabó) i l'Edat Mitjana (Froissart), més aviat succeïa que l'historiador redactava les seves pròpies memòries. La preponderància de la utilització del registre escrit d'historiadors precedents (fonts secundàries) o de registres escrits sense una finalitat necessàriament històrica (fonts primàries de tota classe) és consubstancial a la tasca de l'historiador.
Les citades prevencions i usos professionals dels historiadors provocaren que la cientifització, la professionalització i la institucionalització de la disciplina deixessin clarament relegades les fonts orals, vinculades des de finals del segle xviii als estudis folklòrics, considerats interessants per la filologia i l'antropologia (per exemple, els germans Grimm a Alemanya). La vinculació de la història oral amb les capes populars de la societat o amb les cultures que no coneixen l'escriptura segueix sent evident. Això produeix que
- "Sovint, l'objectiu declarat de molts investigadors és donar la paraula a qui no té veu per rescatar del passat l'experiència de majories silencioses o silenciades, ja que les elits (polítiques, econòmiques i intel·lectuals) han tingut més oportunitats per manifestar idees i llegar testimonis. En aquest aspecte, les fonts orals són molt útils per investigar la història familiar en la mesura en què ofereixen vivències de gent corrent".[1]

La implicació de l'historiador amb el tema (habitualment molt emotiu) i amb les persones que són les seves fonts pot constituir un problema de subjectivitat, que com en tots els casos, ha d'intentar compensar-se amb la preocupació per mantenir l'objectivitat científica, que realment ara és ara no és un fred i impossible allunyament, sinó la consciència de la intersubjectivitat.

## El sorgiment de la disciplina
En la historiografia moderna 
- "els testimonis orals han adquirit més tard que altres fonts històriques validesa i categoria de documents per investigar el passat. Historiadors anglosaxons i italians foren els primers a utilitzar fonts orals per tal d'indagar temes com la conquesta de l'Oest, la història social o el record del feixisme. A Espanya la història oral inicià el seu camí amb el recull de testimonis sobre la Segona República Espanyola i la Guerra Civil Espanyola, amb la finalitat de recuperar la memòria històrica. En tal sentit fou emblemàtica Blood of Spain de Ronald Fraser (1979), una història oral de la Guerra Civil publicada en espanyol amb l'explícit títol Recuérdalo tú y recuérdalo a otros".[1]

A partir dels History Workshops de la dècada de 1960, i historiadors com Paul Thompson, Phillippe Joutard i Raphael Samuel, s'estengué a altres països com Itàlia (Luisa Passerini per a la memòria de l'antifeixisme a Torí) o Argentina (Dora Schwarzstein l'exili republicà espanyol).
La institucionalització de la disciplina s'emmarca en publicacions periòdiques com Historia y fuente oral, Storia orale, Oral History i arxius com el Archivo de la Palabra, a Mèxic, i el Archivo oral de la Universidad de Buenos Aires o el Archivo oral del Instituto Di Tella a l'Argentina.

## Metodologia de la història oral
La diferència en les fonts exigeix de l'historiador una renovació de l'aparell metodològic, i inclús de l'utillatge tècnic. Com la principal eina d'obtenció de dades és l'entrevista, és el seu registre adequat la primera preocupació de l'investigador. Allò menys important és potser el procediment tècnic que pot sofisticar-se cada vegada més amb la sofisticació dels suports (els tradicionals apunts i les gravacions magnetòfoniques dels anys 1970 o les gravacions en vídeo) i de les eines de tractament de la informació. (des de les bases de dades textuals als sistemes de tractament audiovisual)
L'historiador-entrevistador ha de procurar influir el menys possible a l'hora de recollir els testimonis, ja que si no se'n produeix una alteració evident: la utilització de conceptes, categories o fins i tot fets o interpretacions dels fets que l'entrevistat ha obtingut del seu contacte amb ell i no de la seva experiència personal. És lògic que qualsevol entrevistat tingui tendència a explicar allò que creu que el seu entrevistador espera sentir d'ell. La tasca pròpiament historiogràfica i interpretativa, que correspon a l'historiador, ha de ser posterior, després d'haver reunit un corpus suficient de material, que ha de fer servir amb respecte, però sense renunciar a la crítica, com a qualsevol altra font documental. Així mateix, s'han de contrastar les fonts i no renunciar a la utilització com a suport d'altres especialitats històriques.
Com a estratègia educativa, els docents de l'àrea de Ciències Socials (no solament en l'entorn universitari sinó també en els ensenyaments mitjans) poden utilitzar la història oral com a recurs per a l'estudi del passat recent. Aquesta metodologia acosta els joves a les pràctiques d'investigació i els permet participar activament del procés d'aprenentatge. La implicació de l'alumne (en moltes ocasions a través de la seva família) en el tema concret que s'està estudiant planteja a més a més el problema de l'objectivitat i la subjectivitat en els estudis històrics. L'entrevista d'història oral és el recurs mitjançant el qual l'alumne-entrevistador (en aquest cas) recupera les experiències acumulades en la memòria dels entrevistats i les registra en una gravació. Per tant, en l'entrevista participen tant l'entrevistat com l'entrevistador; aquest darrer “busca” en la memòria individual de l'entrevistat a partir d'un qüestionari en l'elaboració del qual ha participat de forma activa i conscient.